# Vlag van Echteld

Vlag van de gemeente Echteld
(1954-2002)

De vlag van Echteld is het gemeentelijk dundoek van de voormalige Gelderse gemeente Echteld. De vlag werd op 13 mei 1954 per raadsbesluit aangenomen. Op 1 januari 2002 verviel de vlag omdat de gemeente fuseerde met Kesteren en Dodewaard tot een nieuwe gemeente, die tot 1 april 2003 Kesteren werd genoemd. Daarna ging deze verder onder de naam Neder-Betuwe.

## Beschrijving
De beschrijving luidt: 
Twee evenhoge banen van rood en wit, met in de rode baan (aan de broekingszijde) het gemeentewapenschild, gedekt door de kroon, terwijl de witte baan aan de vlaghoek de Gelderse kleuren draagt.
Rood en wit zijn de voornaamste kleuren van het gemeentewapen. De toevoeging van de Gelderse vlag maakt, volgens een gemeentelijke toelichting, dat de Nederlandse driekleur in de vlag is vertegenwoordigd.

## Verwante afbeeldingen

Wapen van Echteld
Vlag van Gelderland

Ammerzoden 
· Angerlo 
· Batenburg 
· Beesd 
· Bemmel 
· Bergh 
· Bergharen 
· Beusichem 
· Borculo 
· Brakel 
· Didam 
· Dinxperlo 
· Dodewaard 
· Dreumel 
· Echteld 
· Eibergen 
· Elst 
· Ewijk 
· Geldermalsen 
· Gendringen 
· Gendt 
· Gorssel 
· Groenlo 
· Groesbeek 
· Hedel 
· Heerewaarden 
· Hemmen 
· Hengelo 
· Herwen en Aerdt 
· Heteren 
· Heukelum 
· Hoevelaken 
· Horssen 
· Huissen 
· Hummelo en Keppel 
· Hurwenen 
· Kerkwijk 
· Kesteren 
· Laren 
· Lichtenvoorde 
· Lienden 
· Lingewaal 
· Maurik 
· Millingen aan de Rijn 
· Neede 
· Neerijnen 
· Overasselt 
· Rijnwaarden 
· Rossum 
· Ruurlo 
· Steenderen 
· Ubbergen 
· Valburg 
· Vorden 
· Wadenoijen 
· Wamel 
· Warnsveld 
· Wehl 
· Wisch 
· Zelhem 
· Zoelen